# 广西民族大学
广西民族大学，簡稱广西民大，是一所位于中华人民共和国广西壮族自治区南宁市的全日制公办本科院校。行政上由广西壮族自治区人民政府舉辦，并由中国国家民委和广西壮族自治区人民政府共建。学校的历史可以追溯到1952年中央民族学院在广西建立的广西分院，当时主要提供干部培训；后于1960年开始提供本专科教育，2006年更名為广西民族大學，延續至今。
广西民族大学的办学特色为“民族性、区域性、国际性”。其社会科学类专业与自然科学类专业亦协调发展。广西民族大学为一所具有民族性特色的高等院校，故其招收的学生中亦不乏来自中国全国31个省、市、自治区少数民族学生，占全校学生总人数的48%；民族学、中国少数民族语言文学等学科优势突出；广西民大还利用邻近国家的优势，吸引留学生前来就学。现今广西民大也已經被中華人民共和國國家發展和改革委員會與中華人民共和國教育部列入國家「中西部高校基礎能力建設工程」高校名单。

## 历史
中华人民共和国成立后，为了巩固统治，促进国内各民族共同发展，政务院于1950年11月批准了《筹办中央民族学院试行方案》，以培养少数民族高级和中级干部，促进实施民族区域自治制度的地区政治、经济、文化领域的建设；翌年11月24日，政务院更通过《培养少数民族干部试行方案》，为少数民族干部的培养提供了进一步政令保障。与此同时，随着民族区域自治制度、土地改革等政策在广西开始实施，广西省人民政府也向中南军政委员会请求在广西设立民族学院分校，以培养所需的人才；而广西民族大学的历史就可追溯至1952年3月19日中央民族学院在广西建立的广西分院，办学目的是培养各民族基层干部:433。创校之初，学校就招收了包括壮、瑶、苗族等少数民族在内的学员152名。1953年，学校改称广西省民族学院。
1958年，学校改称广西民族学院；1960年，南宁师范学院併入廣西民族學院，学校开设了数个科系，以招收本、专科学生；同时提供干部培训、民族预科教育。20世纪60年代，受文化大革命的影响，学校也招收了一些工農兵學員，对学校的教学质量及秩序造成了负面影响。文化大革命结束后的1977年，中华人民共和国恢复全国高等学校统一招生考试制度，国家教育部开始整顿国内教学秩序，学校开始快速发展；1981年12月，广西民院成为广西壮族自治区首批有资格授予学士学位的高等院校之一，2002年7月，广西民院成立独立学院相思湖学院；2006年2月14日，中华人民共和国教育部同意广西民族学院易名为广西民族大学，建制延续至今。

## 校园环境
中央民族学院广西分院建校之初，学校租用南宁市内博爱街二邑会馆（位于今南宁市西乡塘区壮志路）作为校舍。1953年，中央民族学院广西分院更名广西省民族学院后，校址迁至南宁市西乡塘区，建筑面积扩展到4,588平方公尺，该校区后来成为广西民族大学相思湖校区。1954年，梁思成设计的广西民族学院大礼堂建成，其设计风格象征着中国各民族间亲密团结。
广西民族大学现有相思湖校区、思源湖校区和武鸣校区三个校区，占地面积约3,600亩，校园建筑面积约887,300平方公尺。其中本部位于西乡塘区大学东路的相思湖校区，校区邻近广西机电职业技术学院，景观别致，蕴含着广西山水的民族特色；校区内也保留了不少建校以来的自然植被、林木繁茂、绿化覆盖率较高，广西民大也曾因此获得南宁市“最佳花园式单位”、广西壮族自治区“绿化先进单位”、“全国绿化模范单位”等荣誉称号。学校聯外交通便利，本部鄰近南宁轨道交通1号线民族大学站，可經由地鐵來往於南宁市區及该校的思源湖校区。

## 学术研究

### 学科设置
1960年下半年，广西民族学院开始创办系所，并率先开设了政治、中文、历史3个系，其后也顺应中国政府发展与东南亚友邦关系的需要，相继开设了越南语、老挝语、泰语3个专业:444，随着招生规模扩大及综合实力提升，广西民院的系所也不断增加。至2022年，广西民族大学设有24个教学学院，所设87个学科专业涵盖了哲学、经济学、法学、教育学、文学、历史学、理学、工学、医学、管理学、艺术学等门类。自1998年10月获得民族学、中国少数民族语言文学两个硕士学位授予点以来，学校也逐步建立了學士、碩士、博士完整的學位授權體系，已经拥有1个博士后科研流动站（民族学）和2个博士后流动站科研基地；5个一级学科博士学位授权点（民族学、中国语言文学、外国语言文学、化学工程与技术、科学技术史）；17个一级学科硕士学位授权点，17个硕士专业学位授权类别。
广西民族大学的东盟语种专业实力雄厚，自1964年开设越南语与泰语专业以来，学校所设语言学专业包含了东盟十国主要的官方语言。广西民大因此被视为广西高校培养东盟语种人才的劲旅，也是中华人民共和国教育部认证的“外语非通用语种本科人才培养基地”之一。
| 教学单位名称       | 学科 | 网页 |
| ------------------ | --- | ---- |
| 政治与公共管理学院 | 政治学与行政学、国际事务与国际关系、行政管理、公共事业管理、城市管理                                               | ※    |
| 民族学与社会学学院 | 民族学、历史学、社会学                                                                                             | ※    |
| 外国语学院         | 英语、法语、翻译学                                                                                                 | ※    |
| 海洋与生物技术学院 | 生物技术、生物工程、海洋科学                                                                                       | ※    |
| 学院               | 越南语、泰语、老挝语、高棉语、缅甸语、印尼语、马来语                                                               | ※    |
| 艺术学院           | 音乐学、音乐表演、舞蹈学、环境设计、视觉传达设计、美术学、非物质文化遗产保护                                       | ※    |
| 教育科学学院       | 应用心理学、教育学                                                                                                 | ※    |
| 人工智慧学院       | 计算机科学与技术、人工智能、智能科学与技术、网络工程、软件工程、信息安全                                           | ※    |
| 传媒学院           | 播音与主持艺术、广播电视编导、编辑出版学、传播学、新闻学                                                           | ※    |
| 经济学院           | 国际经济与贸易、金融学、税收学、经济学                                                                             | ※    |
| 体育与健康科学学院 | 体育教育学、社会体育指导与管理                                                                                     | ※    |
| 数学与物理学院     | 数学与应用数学、信息与计算科学、物理学、数理基础科学、金融数学、光电信息科学与工程                                 | ※    |
| 电子信息学院       | 电子信息工程、通信工程、自动化、物联网工程                                                                         | ※    |
| 建筑工程学院       | 建筑学、土木工程、工程管理                                                                                         | ※    |
| 人民武装学院       | 国防教育与管理 | ※    |
| 法学院             | 法学、知识产权 | ※    |
| 文学院             | 中国少数民族语言文学、对外汉语、汉语言文学（含师范类）                                                             | ※    |
| 化学化工学院       | 化学工程与工艺、应用化学、化学（师范类）、制药工程、中药制药                                                       | ※    |
| 管理学院           | 工商管理、会计学、人力资源管理、市场营销、电子商务、物流管理、旅游管理、档案学、文化产业管理                       | ※    |
| 材料与环境学院     | 金属材料工程、高分子材料与工程、环境工程、智能制造工程                                                             | ※    |
| 国际教育学院       | 本科专业：汉语国际教育（留学生）、国际商务、会计学，专科专业：国际商务、应用越南语、应用泰语、应用法语、应用印尼语 | ※    |
| 马克思主义学院     | （主管在校生思想政治教育）                                                                                         | ※    |

### 学术资源
广西民族大学依托地理位置、人文资源优势建立了一些高等研究机构，包括东南亚语言文化研究基地、同声传译实验室、中国—东盟研究中心、广西中华民族共同体意识研究院、民族研究中心等。其中，广西中华民族共同体意识研究院在2020年初入选首批铸牢中华民族共同体意识研究基地。
广西民族大学图书馆于1953年11月落成，1955年，建立独立馆舍，建馆之初，该馆典藏以政治理论、民族学、语言文学和农业技术领域的书刊为主，后来逐年增加了典藏。截止2021年，校图书馆共有纸质图书200余万册，电子图书约217万种，电子期刊约104万种，博硕士学位论文约1,332万篇。该图书馆还通过东盟文献信息中心、八桂文献信息中心、相思湖文献信息中心等文献平台建立了东盟国家原版图书数据库、越南语、泰语文献数据库；少数民族语言文学数据库等一些特色数据库。不过该馆仍然面临部分典藏匮乏、与相应学科发展不同调的问题。
广西民族大学对外出版学术期刊《广西民族大学学报》，分为哲学社会科学版及自然科学版，其中哲学社会科学版创刊于1978年，为双月刊，主要刊登人类学、民族学、民俗学、中国—东盟、文学、经济学、语言学以及法学等社会科学领域的学术论文。《广西民族大学学报（哲学社会科学版）》也已经成为中文核心期刊、中国人文社会科学核心期刊、中文社會科學引文索引等的来源期刊。而《广西民族大学学报（自然科学版）》则主要刊登自然科学领域的研究成果，包括科学技术史。

## 校园文化
广西民族大学的校训为“厚德博学，和而不同”，其中“厚德”源自《周易》，“博学”与“和而不同”皆源自《论语》；校歌《理想放飞相思湖》由潘琦作词，傅磬作曲，歌词蕴含着各民族团结友爱、学生奋发向上的气息。作为一所以民族特色在广西著称的高等院校，广西民大传承发扬民族传统体育项目，开设了与壮族“三月三”、瑶族盘王节、侗族冬节、苗族苗年相关的体育课程，校体育队也时常参加民族运动会。

## 对外交流

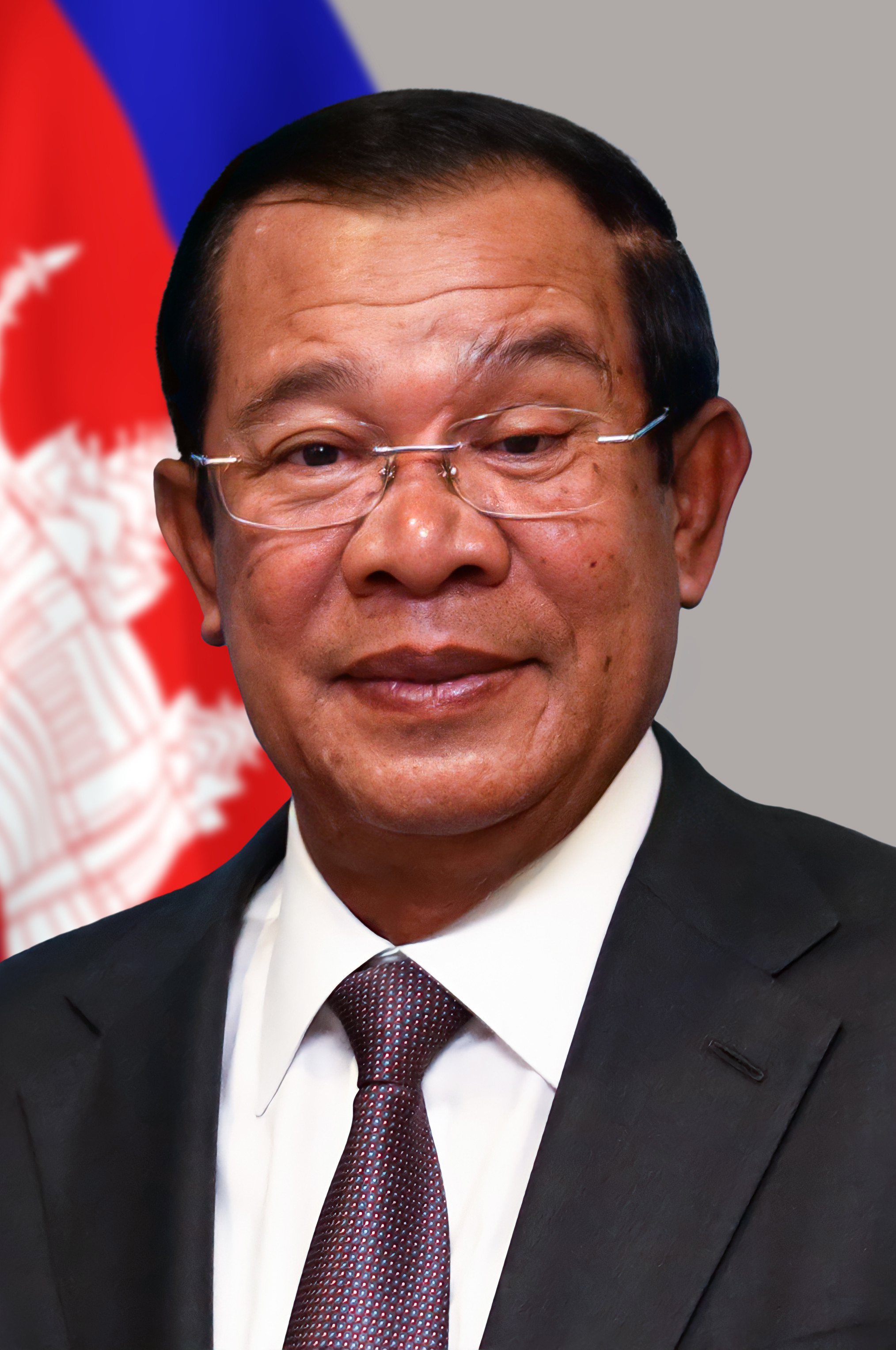
柬埔寨首相洪森曾获得广西民族大学文学名誉博士学位

广西民族大学位在邻近越南的广西壮族自治区；加之中国与贸易关系的加强、人文交流日渐频繁；为了加强与国家的友好交往，学校开设了一些东南亚语言专业；自1964年开设越南语与泰语专业以来:444，也不断增设了老挝语、高棉语、缅甸语及印尼语等本科专业。
广西民族大学已经被中华人民共和国教育部确定为“海外汉语教师来华培训资助项目执行学校”，学校也是HSK考試的考点之一，自1997年至今，一些国家的学生也在广西民大参加了HSK考試；学校也长期承担对越南、老挝、柬埔寨和泰国等邦交国華語教师的培训任务，为这些国家培训了不少華語教师。广西民族大学还利用地缘优势，在泰国、老挝和印度尼西亚等国相继设立孔子学院，以推广中文及中华文化；至2022年，这些孔子学院已经有26万余人学习中文，其中也不乏参加各类汉语水平考试的学生，而老挝国家大学孔子学院还在2021年开设了中文师范类本科专业，实现了孔子学院办学的一大突破；学校累计招收了来自世界82个国家或地区的2.2万余名留学生，成为在中國國内外具有一定知名度的“中国—东盟人才培养基地”。因广西民大在培养东盟人才的重要性不断增加，泰国诗琳通公主、老挝人民革命党中央委员会总书记兼国家主席通伦·西苏里、柬埔寨首相洪森及其夫人文拉妮等一些东盟国家领导人也曾访问学校，并获得了学校的名誉学位。